# Tirill Mohn
Tirill Mohn (* 22. Februar 1975) (Aussprache [ˈtɪrɪl ˈmuːn]), auch als Tirill bekannt, ist eine norwegische Komponistin, Sängerin und Geigerin.

## Leben
In den 1990er Jahren wurde sie als Mitglied der Progressive Rock/Artrock-Band White Willow bekannt. Später veröffentlichte  sie mehrere Soloalben.
Mohn ist Nachkomme der Künstler Christian Krohg und Oda Krohg. Sie ist mit dem Komponisten Marcus Paus verheiratet. Mohn und Paus sind entfernt verwandt, da beide Nachkommen von Norwegens erstem Regierungsanwalt Bredo Henrik von Munthe af Morgenstierne (1774–1835) sind.

## Diskografie
- A Dance with the Shadows (2003)
- Tales from Tranquil August Gardens (2011)
- Nine and Fifty Swans (2011)
- Um Himinjǫður (2013)
- Said the Sun to the Moon (2019)